# Jedový trn

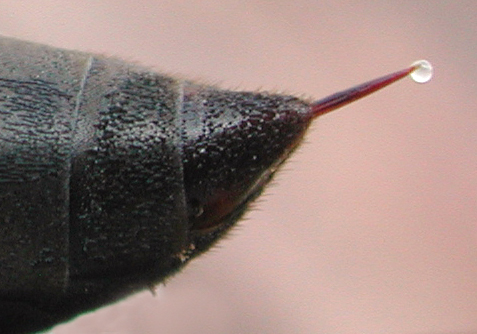
Žihadlo vosy je jedový trn

Jedový trn je zpravidla úzký trubicovitý útvar některých jedovatých organismů, který slouží k vpíchnutí jedu pod kůži.
Jedový trn se objevil u mnoha skupin nezávisle, Dawkins odhaduje, že nejméně desetkrát: u medúz a jejich příbuzných, pavouků, štírů, stonožek, hmyzu (včely, vosy, mravenci), některých měkkýšů (homolice), jedovatých hadů (tzv. jedové zuby), paryb (rejnok), ryb (Perutýn) a savců (ptakopysk). Vyjma živočichů je možné za jedový trn považovat i žláznaté chlupy kopřiv. Jedový trn je do jisté míry ukázkou konvergentní evoluce.